# Liga Contra el Imperialismo
La Liga Contra el Imperialismo y la opresión colonial fue una organización afiliada a la Internacional Comunista que nació en Bruselas en 1927 y se extinguió en 1936.
La liga tuvo sucesivamente su sede en Berlín y en Londres.

## 1927: Nacimiento
El congreso fundador de la Liga contra el Imperialismo y la Opresión Colonial se abrió en el palacio de Egmont en Bruselas el 10 de febrero de 1927, en presencia de 175 delegados, de los que 107 vienen de 37 países coloniales.
El congreso, que tenía por propósito la organización de un movimiento antimperialista de masas a nivel mundial, se inscribe en el marco de la estrategia comunista del momento.
Confirma la intención, desde 1924, del Komintern de dirigirse en dirección a "El Oriente" (países coloniales y semicoloniales), y la búsqueda laboriosa de convergencias con el ala izquierda de la Segunda Internacional.
La creación de esta liga, cuya sede se fijó en Berlín y más tarde en Londres, está notablemente ligada al auge revolucionario que vivió la China desde 1926 y a los esfuerzos de la Internacional Comunista por acercarse al Kuomintang, partido nacionalista que la dirige.
En cuanto a la iniciativa en concreto, emana oficialmente de formaciones y personalidades diversas: el African National Consens (A.N.C.) de África del Sur, l'Étoile nord-africaine, Albert Einstein, Henri Barbusse, Jawaharlal Nehru, de pacifistas como Gabrielle Duchêne, de socialistas de izquierda como el inglés Fenner Brockway, de miembros de la Liga francesa para la defensa de los derechos del hombre y del ciudadano como Víctor Basch, desde Latinoamérica, el peruano Víctor Raúl Haya de la Torre fundador de la Alianza Popular Revolucionaria Americana. Estaba orquestada por un hombre de confianza del Komintern, el alemán Willi Münzenberg.
Tres puntos dominan los debates en Bruselas: la lucha de emancipación en China, las intervenciones de los Estados Unidos en América Latina y las reivindicaciones "negras". En representación de estas últimas, en la tribuna se encuentra el sudafricano Gumene, el antillano Bloncour, de la Unión intercolonial y el senegalés Lamine Senghor. El presidente del Comité de defensa de la raza negra se extendió sobre las acciones cometidas en el Congo Belga y concluyó: "La explotación imperialista tiene por resultado la extinción gradual de las razas africanas. Su cultura se va a perder (...). Para nosotros, la lucha contra el imperialismo se identifica con la lucha contra el capitalismo." Messali Hadj, por su lado, reclamó "la independencia total de Argelia".
Finalmente se dirige un "Manifiesto" "a todos los pueblos coloniales y a los trabajadores y campesinos del mundo" llamándoles a organizarse para luchar "contra la ideología imperialista".
Alejo Carpentier hace una pequeña referencia a este Congreso en su novela El recurso del método, en el Capítulo 7, Parte 20. Allí narra un diálogo, en un vagón de tren, entre el comunista cubano Julio Antonio Mella, que asistió al Congreso, y El Estudiante, un personaje de la novela, también comunista.

## 1926-1931: Dificultades
Ignorado y más tarde boicoteado por la Internacional Socialista, es definido por el miembro de la Sección Francesa de la Internacional Obrera, Jean Longuet como vague parlotte soviétique ("vaga cháchara soviética"). El congreso no se revela más fructuoso en el lado chino: el 12 de abril siguiente, el Kuomintang entra en Shanghái y masacra a los comunistas que les habían abierto las puertas, del mismo modo que lo hacen en diciembre la Comuna de Cantón. La política de alianza con los nacionalistas proclamada por la Liga contra el Imperialismo se muestra fallida.
El 6.º Congreso Mundial de la Internacional Comunista, en 1928, cambió las directrices políticas y denuncia al Socialfascismo, en el marco de lo que denomina "el tercer período del movimiento obrero" (reconstrucción sobre las nuevas bases del capitalismo de la posguerra imperialista). La nueva línea contra el socialfascismo cobró peso en el 2.º Congreso de la Liga, reunida en Fráncfort del Meno a finales de julio de 1929. 84 delegados de "países oprimidos" estaban presentes, dándose en el Congreso una lucha entre los comunistas y los "burgueses reformistas-nacionalistas". Dividida, la Liga permaneció básicamente inactiva hasta 1935, cuando el 8.º Congreso del Comintern decidió permitir su disolución. Nehru había sido expulsado, y Einstein, presidente honorario, había dimitido debido a "desacuerdos con la política proárabe de la Liga en Palestina." En cualquier caso, la Liga estaba compuesta principalmente de intelectuales, y no tuvo éxito en encontrar el apoyo popular.

## 1932-1936: Final
Planeado originalmente por el Comintern y su sección francesa para salir de su aislamiento, dicha sección no sobrepasaba apenas los 400 miembros en 1932. En 1933, la Liga publicó el primer número (de 13) del Periódico del Pueblo Oprimido, con artículos en favor de Túnez en 1934 y de Etiopía, durante la Guerra de Abisinia de 1935, que tuvieron poco efecto. La Liga fue básicamente abandonada por los comunistas. A pesar de sus fracasos, permaneció como el primer intento de establecer una organización internacional antiimperialista, función que luego llevaría a cabo el Movimiento de Países No Alineados y la Conferencia Tricontinental encabezada por el líder marroquí Mehdi Ben Barka. 